# Биофизика
Биофизиката e дял от медицинската физика, която използва методи на изследване обикновено приложими във физика върху биологията, за да получи резултати, приложими в медицината.
Биофизиката изучава основно физичните явления, които възникват в живите клетки, и използва математически апарат, за да обясни техните свойства. По този начин допринася за изясняването на строго определени физични функции на клетката, от които зависи нейното съществуване. Основният предмет на изследванията в биофизиката е клетъчната мембрана.
Медицинската биофизика е клон на биофизиката, която изучава характерните явления, динамики в норма и извън нея, патология, заболявания, предразположеност.

## Научен обхват
- Биология и молекулярна биология – генна регулация, биоенергетика, биомеханика
- Структурна биология
- Биохимия и химия – structure-activity relationships
- Компютърна наука – медицинска информатика
- Математика – теория на графите/нетуъркинг теория, компютърно моделиране, динамични системи
- Медицина – Медицинската биофизика е наука близка до физиологията. Тя обяснява различни аспекти на организма и неговата физична динамика от математическа персепектива.
- Психология и неврология
- Фармакология и физиология
- Физика
- Квантова биология – тези изследвания предполагат прилагането на квантови изчисления